# 마크 서니

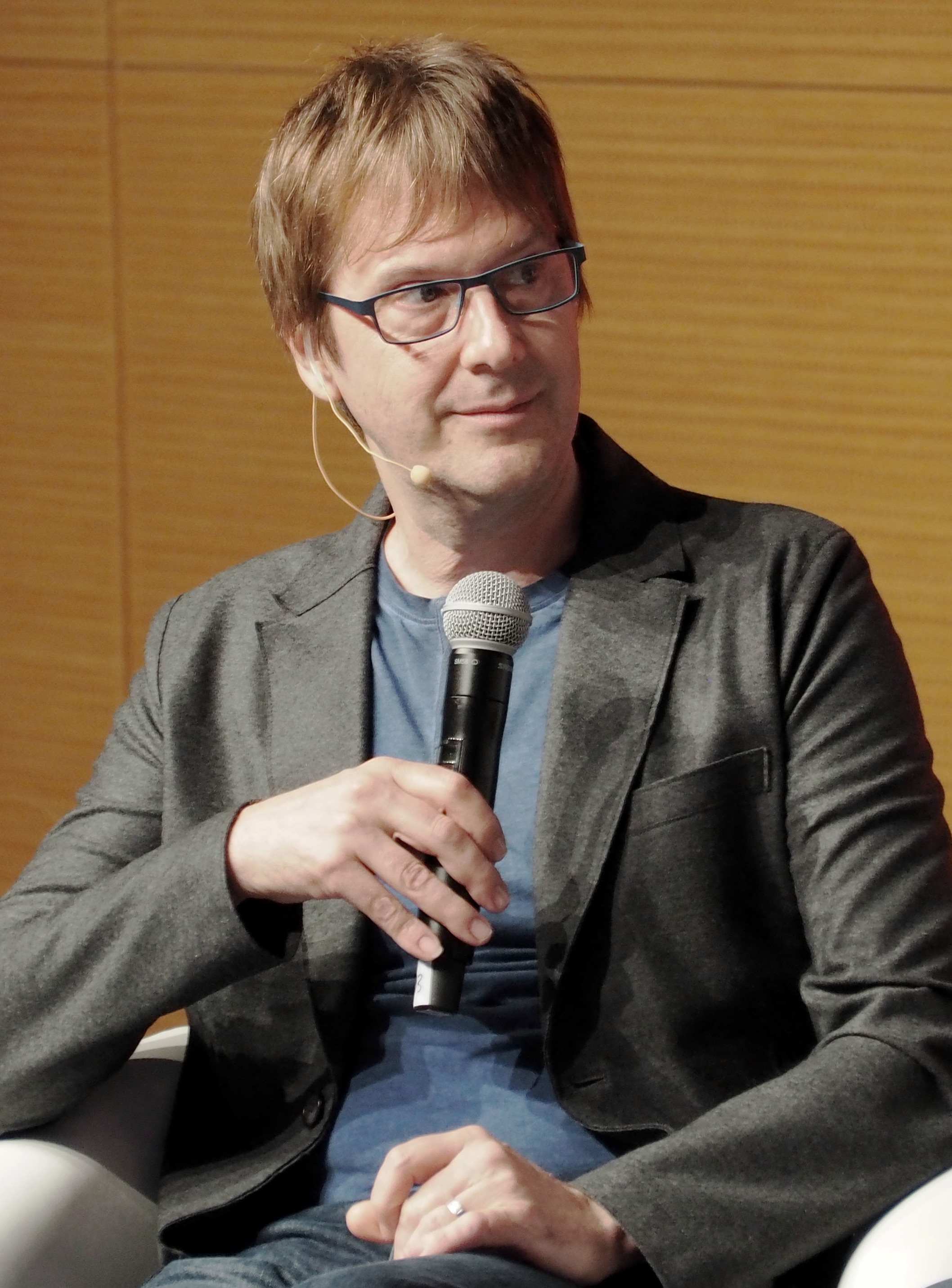
2018년 모습

마크 에번 서니(Mark Evan Cerny, 1964년 8월 24일 ~ )는 미국의 비디오 게임 디자이너, 프로그래머, 프로듀서 및 미디어 소유자이다.
샌프란시스코 베이 지역에서 자란 서니는 비디오 게임 분야에서 경력을 쌓기 위해 UC 버클리를 중퇴했다. 초창기에는 아타리, 세가, 크리스털 다이내믹스 및 유니버설 인터랙티브 스튜디오에서 근무한 후 1998년 자신의 회사인 서니 게임즈에서 독립 컨설턴트로 일했다. 세가에 있는 동안 그는 세가 기술연구소(Sega Technical Institute)를 설립하여 소닉 더 헤지호그 2(1992년)를 포함한 게임 작업을 진행했다.
서니는 이후 플레이스테이션 비타, 플레이스테이션 4 및 플레이스테이션 5의 설계자로 불리는 여러 플레이스테이션 콘솔의 하드웨어 수석 디자이너를 포함하여 컨설턴트로서 소니 인터랙티브 엔터테인먼트와 자주 협력해 왔다. 또한 1990년대 창립 이후 너티 독 및 인섬니악 게임스는 물론 서커 펀치 프로덕션과 같은 다른 소니 자사 스튜디오와도 컨설팅을 해왔다. 또한 여러 게임, 특히 아케이드 게임 마블 매드니스와 KNACK 시리즈를 개발했으며 컨설팅 작업으로 더 많은 게임을 개발했다.
2004년에는 국제 게임 개발자 협회로부터 평생 공로상을 수상했으며, 2010년에는 인터랙티브 예술 과학 협회 명예의 전당에 헌액되었다.